# Батон-Руж
Батон-Руж (англ. Baton Rouge, фр. Bâton-Rouge, досл. «Червона палиця») — місто на південному сході Сполучені Штати, в окрузі Іст-Батон, столиця та друге за кількістю населення місто штату Луїзіана. Населення — 227 470 осіб (2020), в агломерації налічується понад 802 тис. осіб. У місті проживає значна кількість біженців із сусіднього Нового Орлеана, постраждалого внаслідок урагану Катріна, внаслідок чого на час місто стало найбільшим у штаті.

## Історія
Місто та територія навколо нього довгий час служила місцем проживання індіанських племен, що займалися полюванням та риболовлею. Прибуття європейців в XVII столітті та боротьба між ними (французи, іспанці, англійці) призвела до численних військово-територіальних конфліктів та періоду тривалої нестабільності. Лише до початку XIX століття ситуація стабілізувалася і місто стало територією США (штат Луїзіана). Як і в інших регіонах півдня основними заняттями в регіоні до середини XIX століття були: господарство плантації (бавовник), торгівля по річці Міссісіпі, рабовласництво та работоргівля.

### Індіанці
Територія сучасного Батон-Ружа була довгий час населена індіанськими племенами. Умовна межа між володіннями племен Хоума та Баюгула проходила по річці якраз в районі сучасного міста. Першими європейцями в цьому заболоченому регіоні були французи, які прибули сюди під проводом капітана П'єра Лемойна Д'Ібервілля 1699 року. Французькі моряки побачили високе дерево (кипарис), прикрашений закривавленими головами та шкурами тварин і риб. Таким чином, індіанці позначали межі володінь між племенами. Французи прозвали це місце Батон Руж (буквальний переклад французької назви — «червона палиця»).

## Географія
Основна маса міської забудови Батон-Ружа розташовується на пологому правому березі річки Міссісіпі, яка, як і більшість поселень по берегах річки Міссісіпі, захищена протипаводковими дамбами. Внаслідок своєї висоти над рівнем моря (14 м) і дамбах, місто менш схильне до повеней порівняно з більш низинним Новим Орлеаном, розташованим нижче по течії річки. При повенях 2009 року, вода доходила практично до верху дамб, що змусило відкрити розташовані нижче за течією шлюзи.

### Клімат
Батон-Руж розташований в зоні субтропічного океанічного клімату (Cfa згідно з класифікації клімату Кеппена) з м'якою зимою, жарким та вологим літом, помірно сильними дощами, а також небезпекою виникнення штормових вітрів та торнадо протягом усього року.
- Середньорічна температура — +20,2 C°
- Середньорічна швидкість вітру — 2,7 м/с
- Середньорічна вологість повітря — 74%

| Клімат : Батон-Руж      | Клімат : Батон-Руж | Клімат : Батон-Руж | Клімат : Батон-Руж | Клімат : Батон-Руж | Клімат : Батон-Руж | Клімат : Батон-Руж | Клімат : Батон-Руж | Клімат : Батон-Руж | Клімат : Батон-Руж | Клімат : Батон-Руж | Клімат : Батон-Руж | Клімат : Батон-Руж | Клімат : Батон-Руж |
| Показник                | Січ.               | Лют.               | Бер.               | Квіт.              | Трав.              | Черв.              | Лип.               | Серп.              | Вер.               | Жовт.              | Лист.              | Груд.              | Рік                |
| Абсолютний максимум, °C | 29,4               | 31,1               | 33,9               | 35,6               | 38,3               | 39,4               | 39,4               | 43,3               | 40,0               | 36,7               | 31,7               | 31,1               | 43,3               |
| Середній максимум, °C   | 16,8               | 18,7               | 22,6               | 26,3               | 30,1               | 32,7               | 33,4               | 33,6               | 31,5               | 27,1               | 22,2               | 17,8               | 26,1               |
| Середня температура, °C | 10,9               | 12,8               | 16,4               | 20,1               | 24,3               | 27,3               | 28,3               | 28,3               | 25,9               | 20,7               | 15,8               | 11,9               | 20,2               |
| Середній мінімум, °C    | 5,1                | 6,9                | 10,2               | 13,8               | 18,4               | 21,9               | 23,2               | 23,0               | 20,3               | 14,4               | 9,4                | 5,9                | 14,4               |
| Абсолютний мінімум, °C  | −12,8              | −16,7              | −6,7               | −0,6               | 4,4                | 11,7               | 14,4               | 14,4               | 6,1                | −1,1               | −6,1               | −13,3              | −16,7              |
| Норма опадів, мм        | 145                | 128                | 112                | 113                | 124                | 163                | 126                | 148                | 115                | 119                | 104                | 142                | 1541               |
| Днів з опадами          | 9,9                | 8,8                | 8,3                | 7,5                | 7,9                | 12,1               | 12,9               | 11,8               | 8,5                | 7,5                | 8,5                | 9,1                | 112,8              |
| ----------------------- | ------------------ | ------------------ | ------------------ | ------------------ | ------------------ | ------------------ | ------------------ | ------------------ | ------------------ | ------------------ | ------------------ | ------------------ | ------------------ |
| Джерело: NOAA           |                    |                    |                    |                    |                    |                    |                    |                    |                    |                    |                    |                    |                    |

## Демографія
Згідно з переписом 2010 року, у місті мешкали 229 493 особи в 91 474 домогосподарствах у складі 51 379 родин. Густота населення становила 1120 осіб/км².  Було 100801 помешкання (492/км²).
Расовий склад населення:
| - 54,5 % — чорних або афроамериканців - 39,4 % — білих - 3,3 % — азіатів - 0,2 % — корінних американців - 1,3 % — осіб інших рас |

До двох чи більше рас належало 1,3 %. Частка іспаномовних становила 3,3 % від усіх жителів.
За віковим діапазоном населення розподілялося таким чином: 22,4 % — особи молодші 18 років, 66,4 % — особи у віці 18—64 років, 11,2 % — особи у віці 65 років та старші. Медіана віку мешканця становила 30,7 року. На 100 осіб жіночої статі у місті припадало 92,7 чоловіків;  на 100 жінок у віці від 18 років та старших — 90,1 чоловіків також старших 18 років.
Середній дохід на одне домашнє господарство  становив 59 190 доларів США (медіана — 39 876), а середній дохід на одну сім'ю — 74 202 долари (медіана — 50 939). Медіана доходів становила 43 796 доларів для чоловіків та 31 810 доларів для жінок. За межею бідності перебувало 25,6 % осіб, у тому числі 33,8 % дітей у віці до 18 років та 12,9 % осіб у віці 65 років та старших.
Цивільне працевлаштоване населення становило 107 812 осіб. Основні галузі зайнятості: освіта, охорона здоров'я та соціальна допомога — 26,6 %, мистецтво, розваги та відпочинок — 12,8 %, роздрібна торгівля — 12,0 %.

## Економіка
Батон-Руж має високорозвинену економіку, основа якої — нафтопереробна промисловість (місто є другим за потужністю центром нафтопереробки у США) і транспорт (порт Батон-Руж займає 9 місце серед портів США за обсягом вантажів і є найвищою точкою на Міссісіпі, яку можуть досягати судна класу Панамакс).

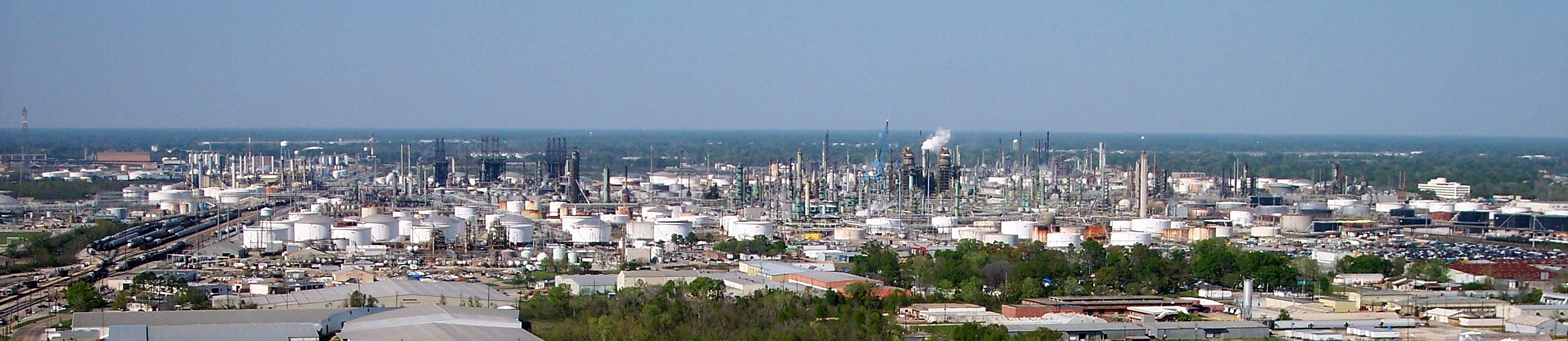
Вид на нафтопереробний завод ExxonMobil з даху Капітолія

Сектор державного керування займає важливе місце в економіці міста (штат Луїзіана, наприклад, надає роботу більш ніж 30 000 містян), але, на відміну від більшості столиць штатів, не домінує в ній.
У Батон-Ружі розташовані штаб-квартири такі крупні компанії як Shaw Group і Lamar Advertising Company. Важливу роль відіграють також туризм, медичні послуги, освіта, банківська та страхова справа. Останні роки все більше американських кіностудій переносять у місто свої знімальні майданчики.
Батон-Руж неодноразово займав місця у верхній частині різних рейтингів за привабливістю для ведення бізнесу та кар'єрним перспективам для молодих фахівців.

## Транспорт
За 7 кілометрів на північ від центру міста розташований аеропорт Райан-Філд (IATA: BTR, ICAO: KBTR). Регулярні авіарейси здійснюються в Атланту, Даллас, Х'юстон, Мемфіс та Шарлотт.
Через Батон-Руж проходить чотири залізничних лінії, але далеке пасажирське сполучення відсутнє. Між діловими центрами Батон-Руж і Нового Орлеана курсують швидкісні поїзди.
Основні автомобільні дороги, що проходять через місто: міжштатні шосе I-10 і I-12, швидкісні дороги US 61 і US 190.
Громадський транспорт представлений мережею з 23-х автобусних маршрутів (під керуванням організації Capital Area Transit System)

## Міста-побратими
- Кордова (ісп. Córdoba), Мексика
- Порт-о-Пренс (фр. Port-au-Prince), Гаїті
- Тайчжун (кит.: 台中), Тайвань
- Екс-ан-Прованс (фр. Aix-en-Provence), Франція
- Малатья, Туреччина[11]

## Особистості
У місті народився письменник-фантаст Стів Перрі.

### Адміністрація
- Baton Rouge Police Department [Архівовано 9 лютого 2015 у Wayback Machine.]
- Louisiana State Police [Архівовано 28 травня 2022 у Wayback Machine.]

### Вебкамери
- WAFB
- WBRZ Baton Rouge Live Tower Camera [Архівовано 5 липня 2011 у Wayback Machine.]